# PSR B1257+12 e
PSR B1257+12 e es un hipotético exoplaneta enano aproximadamente a 2315 años luz de distancia en la constelación de Virgo. Es el cuarto cuerpo encontrado orbitando a PSR B1257+12.

## Descubrimiento
En 1996, un posible planeta tipo Saturno (100 masa de la Tierra) gigante gaseoso se anunció orbitando el púlsar a una distancia de alrededor de 40 UA.  La hipótesis original se retrae y una reinterpretación de los datos dio lugar a una nueva hipótesis de un planeta enano de una quinta parte del tamaño de Plutón orbitando a PSR B1257+12 a una distancia media orbital de 2,4 UA con un período orbital de aproximadamente 4,6 años. La hipótesis del planeta enano también se retractó debido a que nuevas observaciones mostraban que las anomalías de pulsaciones que revelaban un cuarto cuerpo orbital son "no periódicas y se pueden explicar completamente en términos de cambios lentos en la medida de dispersión del púlsar."

## Nombre
Los planetas de PSR B1257 +12 son designados de la A a la D (ordenados por el aumento de la distancia). La razón de que estos planetas no son nombrados igual que otros planetas extrasolars es principalmente debido a la fecha de descubrimiento. Siendo los primeros planetas extrasolares descubiertos y en ser descubiertos en torno a un pulsar, a los planetas se dieron las letras mayúsculas "B" y "C" (al igual que otros planetas). Cuando un tercer planeta fue descubierto alrededor del sistema (en una órbita más cerca que los otros dos), el nombre de "A" se empezó a utilizar comúnmente. El nombre del planeta extrasolar 51 Pegasi b (el primer planeta encontrado alrededor de una estrella como el Sol), fue la idea utilizada para nombrar a los planetas. Aunque no se cambió oficialmente el nombre de estos planetas pulsares, algunos científicos los nombran por sus nombres equivalentes al resto de planetas. PSR B1257 +12 C está catalogado como "PSR 1257 +12 d" en La Enciclopedia de los Planetas Extrasolares.